# Басов, Михаил Семёнович
Михаил Семёнович Басов — советский хозяйственный, государственный и политический деятель. Заслуженный машиностроитель РСФСР (1980). Кавалер ордена Ленина (1965).

## Биография
Родился в 1926 году в деревне Малое Чигашево (ныне — в черте Йошкар-Олы). Член ВКП(б).
С 1942 года — на хозяйственной, общественной и политической работе. В 1942—1984 годах — токарь, токарь-расточник, шлифовщик, фрезеровщик Марийского машиностроительного завода, передовик производства, почётный гражданин города Йошкар-Олы.
Избирался депутатом Верховного Совета СССР 5-го созыва.
Умер в 1994 году в Йошкар-Оле.

## Звания и награды
- Заслуженный машиностроитель РСФСР (1980)
- Заслуженный машиностроитель Марийской АССР (1971)
- Почётный гражданин Йошкар-Олы (1968)
- Орден Ленина (1965)
- Почётная грамота Президиума Верховного Совета РСФСР (1960)
- Почётная грамота Президиума Верховного Совета Марийской АССР (1957, 1965)